# 福田信之
福田 信之（ふくだ のぶゆき、1920年〈大正9年〉10月3日 - 1994年〈平成6年〉11月27日）は、日本の物理学者。理学博士 東京教育大学教授、筑波大学副学長・学長を歴任。世界平和教授アカデミー元会員、日韓トンネル研究会元顧問。香川県高松市出身。

## 概略
香川県高松市出身。高松中学校（現・香川県立高松高等学校）、第一高等学校（現・東京大学）、北海道帝国大学理学部を卒業後、理化学研究所に入所。仁科芳雄博士のもとでニ号研究 (原子爆弾開発研究) に携わった。この研究で福田は六フッ化ウランの熱拡散分離の理論を担当した。
世界的水準の「筑波研究学園都市」を建設し、そこに東京教育大学を移転させて核になる総合大学にしようという計画があった。これに反対する筑波移転反対闘争に対し、理学部教授として、移転推進派の先頭に立って奔走した。この問題は、東京教育大学の単なる移転問題から、東京教育大学を廃学し新構想大学としての筑波大学新設に発展した。

### 統一教会との関係
東京教育大学を移転させる事態がの進むその頃、統一教会（世界基督教統一神霊協会）の会長であった久保木修己に出会い、統一教会の教祖・文鮮明の思想に傾倒して行き、 世界平和教授アカデミーを始めとする統一教会関連の団体で精力的に活動し、統一教会信者の代表的文化人となる。若い頃は反核運動にも取り組んでいたが、統一教会と関係を持ってからは核武装論者で反共主義者となった。1980～84年の学長時代は大学の主要ポストが統一教会系の人脈で占められていたとも言われた。同時期、筑波大学では「原理研究会」など統一教会系のサークルが公認され活発に活動していた。
- 1977年1月、福田は統一教会の関連団体「防衛問題懇談会」が主催するシンポジウム「一九九七年の北東アジアの安全保障を考える――朝鮮半島を中心にして」に参加した[4]。シンポジウムには統一教会幹部の松下正寿らも参加した[4]。

## 来歴
- 1920年 - 香川県に生まれる。
- 1939年 - 高松中学校卒業。
- 1943年 - 北海道帝国大学理学部卒業（理論物理学専攻）。
- 1943年 - 理化学研究所仁科研究室
- 1958年 - 東京教育大教授。
- 1960年代 - 統一教会会長の久保木修己に会い、真の宗教人だと感銘し、統一教会との関係を深めて行く。
- 1974年 - 5月7日　東京の帝国ホテルで、『希望の日』晩餐会（名誉実行委員長・岸信介）と題する文鮮明の講演会に出席。
- 1976年 - 統一教会系の「世界平和教授アカデミー」の「ナショナル・ゴール（国家目標）研究」（NG研究）というプロジェクトの代表として活動。
- 1980年
  - 2月15日 - ある受験生の合格に便宜を図るように不正工作をした疑いがあるということで、学内の2人の教授から告発をされていると新聞が報じる。学務部長を通じて文部省に事実でないと連絡をし、文部大臣は記者会見をして、文部省として直ちに調査に乗り出す考えはないということを発表。筑波大学の学長は調査の結果、推薦入試の選考で不正が行われた事実はないということを公式に表明。
  - 3月22日 - 国会で、警視庁機関誌の『自警』79年11月号、『警泉』同2月号に掲載された「エネルギー問題と原子力」という題の論稿で、外交問題になりかねないようなイスラム国家に対する侮蔑的表現や、原子力撤廃運動によって日本は共産主義化して崩壊するというような表現があり、それらを警視庁の機関誌に掲載することは問題だと指摘される[5]。
  - 筑波大学の学長に就任。
  - 森本真章・福井工業大学名誉教授、滝原俊彦・帝京大学教授らと結成した「教科書問題研究会」で代表を務める。世界平和教授アカデミー会員仲間の黒田巍・東京教育大学名誉教授、久保田信之・学習院女子短期大学教授、名越二荒之助・高千穂商科大学助教授らと共に活動。
- 1984年
  - 6月12日 - 統一教会系列の世界日報を追放された副島嘉和が統一教会の内部告発手記の中で、統一教会が福田に定期的に手当てを支払っていたとした件に関し、文部省からの照会に対し、金銭の授受の事実はないと否定。
  - 11月19日 - 東京で開かれた統一教会と関連する「世界言論者会議」に出席。同月、フランスのテレビ局との共催で「科学・技術と精神世界」と題するシンポジウムを筑波大学で開催。
- 1985年
  - 3月29日から3月31日  - 箱根プリンスホテルで開かれた統一教会関連の第一回の「CAUSA日本会議」というシンポジウムで講師を務める[6]。同年6月18日の国会では、「CAUSAの実態はよく承知していない」、「関係もしていない」とそのシンポジウムへの参加を否定した福田の政府への回答が報告された。
  - 5月 - 『サンケイ新聞』に朝日新聞社のルポを「一部マスコミの偏向」「誤報」などとした寄稿に虚偽があるとして『朝日新聞』から提訴される。
  - 9月 - 文鮮明の第一夫人との間の息子（文聖進）を筑波大学が研究員として受け入れていたことが明らかになり波紋を呼ぶ。
- 1987年2月 - 著書『文鮮明・思想と統一運動』を発刊し文鮮明を賛美する。
- 1990年1月? - 『わが心の師・文鮮明先生』と銘打ち、統一教会名誉会長となった久保木と対談。（内容は中和新聞2月1日号に掲載されている）[7]
- 1992年
  - 8月12日 - 統一教会の合同結婚式直前の『産経新聞』に「国際合同結婚式を支持する学者・文化人の会」の代表世話人という肩書きで、広告「私たちは“国際合同結婚式”を応援します。」に名を連ねた。
  - 9月 - 同年の文鮮明の金日成との会談の成果をアピールする『文鮮明師と金日成主席 開かれた南北統一の道』を出版。
- 1994年11月27日 - 死去。享年74。

## 著書
- 『中間子とは何か 近代物理学の発展をめぐつて』（新日本社 1950年）
- 『原爆・水爆とビキニ死の灰まで  図解原子物理学』（ラジオ科学社 1954年）
- 『開かれた学園 筑波大学』（現代情報社、1974年）
- 『国際化時代と大学』(善本社、1980年11月）
- 『21世紀へのビジョン―戦後を見直そう』（善本社 1982年5月）
- 『筑波大学のビジョン―国際的大学を』（善本社 1983年9月）
- 『21世紀の大学―筑波大学10年の挑戦』（サイマル出版会、1984年）
- 『教育改革・私の提言』（泰流社、1986年2月）
- 『21世紀の希望と統一運動 大学教授がみた世界救済への道』（光言社 1990年9月）
- 『グローバル国家・日本の戦略』（アートプロダクション・ノア 1990年10月）
- 『文鮮明師と金日成主席 開かれた南北統一の道』（世界日報 1992年6月）

### 共編著
- 『核物理学講座』（共立出版 1959年 - 1963年）
  - 第1巻 核物理学の基礎（1959年）、第2巻 原子核の一般的性質 (1959年)、第3巻 素粒子の一般的性質 (1959年)、第4巻 核構造 (1960年)、第5巻 核反応 (1960年)、第6巻 加速器 (1960年)、第7巻 核実験装置 1（1960年)、第8巻 核実験装置 2 (1961年)、第9巻 放射線と物質 (1961年)、第10巻 原子炉物理学 (1961年)、第11巻 熱核反応・天体物理 (1961年)、第12巻 素粒子論の話題 (1963年)
- 『交流・物質構造』（高校理科研究選書）北原三郎,]梅本徳次郎共著、共立出版 1961年）全国書誌番号:20350965
- 『新しい物理学』編]著,広重徹共著、共立出版 1961年）
- 『教養基礎物理学』梅田魁共著 オーム社 1972年）
  - 『新しい物理学 第2版』(安河内昂共著 共立出版  1984年12月)
- 『文鮮明・思想と統一運動』（福田信之ほか共編、善本社、1987年2月）
- 『地球村をめざして 文鮮明・思想と統一運動 2』小山田秀生共編、光言社 1989年11月

### 翻訳
- 『私たちの原子力―今日および明日の時代』（マーガレット・O.ハイド、宮島竜興共訳)、時事通信社、1956年）
- 『原子力は人類を救えるか』（バーナード・L・コーエン,マルセロ・アランソ著、監修、三美印刷 発刊、1978年6月）

## 論文
- 博士論文『On the cut-off hypothesis in meson theory（メソン理論におけるカットオフ仮説について）』1955年(昭和30年)12月16日、東京教育大学にて学位授与、掲載誌：